# Schneeweiß (Adelsgeschlecht)

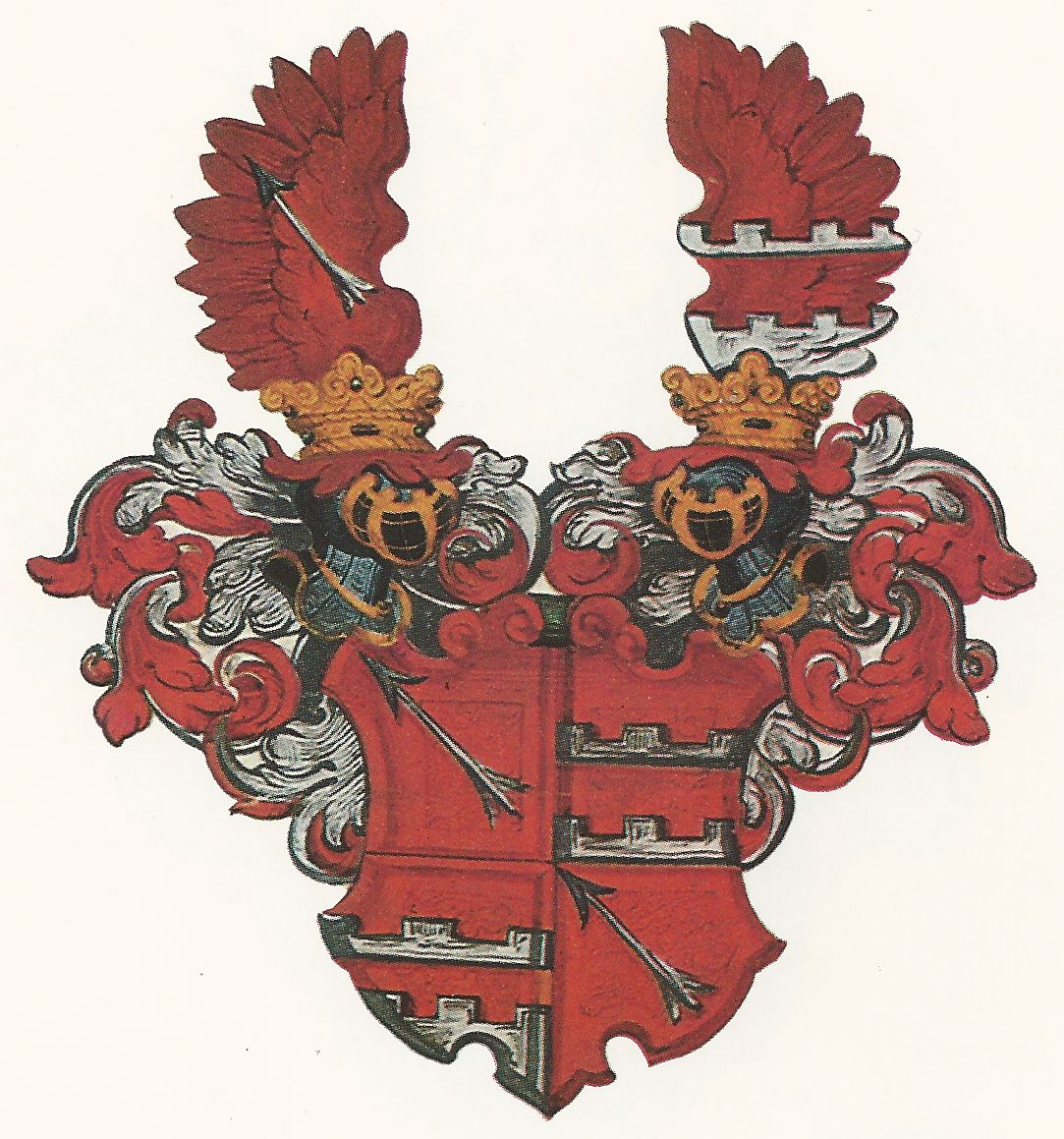
Stammwappen Familie von Schneeweiß 1600

Die Schneeweiß waren ein altes bayrisch-österreichisches Adelsgeschlecht, das vornehmlich im (Herzogtum) Kärnten, Steiermark und im Erzstift Salzburg ansässig war, ab 1628 und 1630/1631 in Zweigen in Deutschland.

## Geschichte

### 1300–1499
Über die Herkunft und Abstammung der Familie Schneeweiß von Arnoldstein gibt es verschiedene Theorien, die auf Grund der schlechten Dokumentationslage in der Frühzeit um 1300 (insbesondere durch die Reformationskriege und „Türkeneinfälle“ in Kärnten und Steiermark) nicht mehr belegt werden können. „Sie erscheinen zuerst im 14. Jahrhundert unter dem Adel Kärntens“. Urkundlich erscheint die Familie von Schneeweiß erstmals 1326 durch Niklas Schneeweiß zu Ossiach in Kärnten. 1358 erscheint Chunigund Schneeweißin von Ossiach. Urkundlich tritt Nikolaus von Schneeweiß von Arlstein (Arnoldstein), der 1413 Elisabeth (Elspet) von Aspach heiratete, als erster Schneeweiß von Arlstein / Arnoldstein auf. Um 1411 erscheint er im Gurker Verzeichnis der Dioecesis Salisburgensis. Auch ein Martinus von Schneeweiß Chorherr zu Gurk (offensichtlich ein Bruder oder enger Verwandter des Nikolaus) wird mehrfach ebenda erwähnt. Es ist davon auszugehen, dass seine Herrschaft über Arnoldstein bereits auf länger ansässige Vorfahren zurückging. Nikolaus und Elisabeth hatten einen gemeinsamen Sohn: Caspar von Schneeweiß, der 1454 Gertrud von Moosburg heiratete. Aus ihrer Ehe gingen mehrere Kinder hervor, so z. B. Hans von Schneeweiß, Jakob von Schneeweiß und Stephan von Schneeweiß, die unter anderem auch Hofrichter des Klosters Arnoldstein waren. Sie werden die sog. „Stammväter“ der nächsten Schneeweißgenerationen.
Rückschauend berichtet 1784 die Vogteiherrschaft von Arnoldstein über die Frühgeschichte derer von Schneeweiß folgendes: „Kapelle Drei Angel“, vulgo Schlosskapelle zu Arnoldstein affiliert zur Pfarrkirche Sankt Lambert zu Arnoldstein: „diese Kapelle war von alters her eine Hauskapelle der Grafen von Schneeweiß und ist bey Verkaufung einiger Schneeweißischer Güter samt selben dem Stifte Arnoldstein übergeben worden“.
Eine weitere Quelle zur Frühgeschichte der Familie Schneeweiß führt A. Weiß in seinem Buch: „Kärntens Adel bis 1300“ an. Er führt aus, dass im Jahre 1446 Christoph von Schneeweiß begütert bei Spital lebte, und seine Witwe Petronell im Jahre 1472 noch lebte.
Früh hegten die von Schneeweiß eine enge Verbindung zum Kloster Nonnberg in Salzburg. Im Jahre 1493–1504 ist Magdalena von Schneeweiß als Mitglied der Nonnberger Bruderschaft eingetragen. Stephan von Schneeweiß ist Nonnberg'ischer Amtmann von 1493 bis 1504 und in den Jahren 1493, 1494, 1498 Pfleger zu Mauterndorf. Maria Magdalena I. Schneeweiß und Magdalena Schneeweiß II waren Äbtissinnen des Stiftes Nonnberg. In vielen Urkunden sind die „frühen“ von Schneeweiß in Arnoldstein und Umgebung gut belegt.

### 1500–1599
Ab 1500 sind die von Schneeweiß vornehmlich durch zahlreiche Neuerwerbung in Kärnten, der Untersteiermark bis ins Zillertal / Tirol urkundlich belegt. Dies zeigt den wachsenden Einfluss der Familie über die Grenzen von Kärnten hinaus. Dies gilt besonders für die Untersteiermark, wo sie Gebietsherren waren. In Kärnten, Untersteiermark und Tirol waren sie die Herren von..., als Lehnsherren und Leheninhaber, Hofrichter, Landpfleger und Burgen- und Schlossbesitzer. Insbesondere das Lehnswesen verschaffte der Familie von Schneeweiß ein ansehnliches Vermögen, das sie vor allem für ihre Ausweitung des Besitztums- und Herrschaftsbereiches nutzten. Zu ihren neuen Besitztümern gehört (ab 1564) Wasserleonburg; 1573/ 1587 Trackenburg (heute Kozje) und Frauheim und weitere Gemeinden und Gebiete in der Untersteiermark; 1580: „Die Veste Hardegg mit sambt dem Thurm darob gelegen“; 1581 Bubenburg / Schloss Fügen, Bezirk Schwaz in Tirol.; und weitere Höfe, Gemeinden und Gebiete.
Im Jahre 1519 und 1556 erfolgte durch Karl V., die Wappenbestätigung für die Familie von Schneeweiß. Im Jahre 1567 der Wappenbrief von Eh. Ferdinand für Jakob von Schneeweiß. Im Jahre 1564 wurde der Hofrichter Christoph Schneeweiß von Arnoldstein ermordet. Er war mit Apollonia von Leobenegg verheiratet (Heirat um 1560).
Am 2. März 1595 wurde Christoph Zacharias von Schneeweiß Mitglied der steierischen Landmannschaft. Er war Besitzer von Trackenburg, Frauheim etc. Am 24. und 25. April 1591 verkaufte Kaspar von Schneeweiß zu Arnoldstein dem Abt Johann das Schneeweißsche Besitztum Arnoldstein. Damit endete die 200-jährige Herrschaft und direkte Beziehung zu Arnoldstein.

### 1600–1699
In diesem Jahrhundert erlebte die Familie von Schneeweiß, bedingt durch Kriege und vor allem durch die Reformation in Kärnten und der Steiermark (1520 / 1560) und der Gegenreformation (1620) bewegende Zeiten, Umwälzungen und Zerwürfnisse. Die Spaltung Österreichs in ein katholisches und evangelisches Lager betraf auch die Familie von Schneeweiß, die sich ebenso in zwei konfessionelle Lager spaltete. Ein Teil stand aktiv an der Seite der Gegenreformation durch Ferdinand II und ein Teil schloss sich den Khevenhüller an und stand in enger Beziehung zu diesen. So war 1608–1629 Christoph Schneeweiß von Arnoldstein auf Schneeg und Trackenburg etc., Pfleger von Landskron, der damaligen Stammburg der Khevenhüller und von 1617 bis 1619 Pfleger von Paternion. Im Zuge der Gegenreformation wanderten 1630/1631 „Hannß Christoph und Christophe die Schneeweißen Gevettern“ – Christoph und noch fünf Schneeweiß von Arnoldstein nach Deutschland aus. Zu den Schneeweißischen Exulanten gehörten auch Hans Georg, Hans Gottfried, Hans Christoph II von Schneeweiß.  Christoph Schneeweiß von Arnoldstein (Exulant) verstarb in Würzburg 1634. Mit dieser Gruppe von Exulanten verbreitete sich das Familiengeschlecht der von Schneeweiß zu Arlstein und Trackenburg etc. auch in Deutschland. Vor der großen Auswanderungswelle erhielt bereits im Jahre 1628 Georg von Schneeweiß in Regensburg den Beisitz.
Nach der Gegenreformation durch Ferdinand II, konnte der katholische Teil der Familie Schneeweiß, welcher in Österreich verblieb, seine Besitzungen ausweiten und seine Machtposition festigen. Ein gutes Beispiel dafür ist Claudius Schneeweiß von Arnoldstein, einst fürstlich Gurker Rat und Hauptmann von Straßburg. Am Ende der Gegenreformation konnte er als treuer Diener Ferdinand II erhebliche Schenkungen und günstige Kaufangebote von diesem und der katholischen Kirche empfangen (1629–1631). In einem rasanten Tempo folgte Neuerwerbung auf Neuerwerbung. 1641 wird Burg / Schloss Waisenberg, Burg Mittertrixen und Burg Obertrixen Eigentum von Claudius Schneeweiß von Arnoldstein. Offensichtlich erkannte der katholische Teil der Familie Schneeweiß die Gunst der Stunde, um das entstandene Machtvakuum durch den Wegfall des protestantischen Adels für sich zu nutzen. In diesen Zusammenhang gehören auch die Adels- und Standesbestätigungen, die Claudius, Ehrenreich und Jakob Friedrich und Johann Jakob von Schneeweiß durch Ferdinand II erhielten. Im Jahr 1670 erscheinen urkundlich und nennen sich selbst: Johann Jakob Schneeweiß von Arnoldstein und Ehrenhausen und Hans Georg Schneeweiß von Arnoldstein, Freiherr von Hämerles. Johann Jakob Schneeweiß von Arnoldstein, zu Waisenberg und Fügen, wurde zudem ab 11. April 1680 landschaftlich Verordneter des großen Ausschusses und der Hof- und Landrechten Beisitzer.
Ehrenreich von Schneeweiß trat bereits 1611 als Hauptmann des salzburgischen Fürsten zu Tittmoning in Erscheinung. Er kämpfte gegen den Herzog von Bayern Maximilian, der am 22. Oktober 1611 Stadt und Schloss Tittmoning belagerte:
Maximilians Zug gegen Salzburg 22. Oktober vor Tittmoning, Maximilian rückte auf die Stadt zu und die Stadt ergab sich bereits bei dem zweiten Kanonenschuss. Länger verteidigte sich aber das Schloss unter dem Kommando des Pflegers Ehrenreich von Schneeweiß. Es musste, ehe sich Schneeweiß ergab, bis Abends beschossen werden. Deshalb erhielt auch die Besatzung freien Abzug mit Gepäck und selbst mit ihren Waffen. „Es ging sehr ernsthaft zu,“ schrieb Maximilian seinem Vater. Ja, es war der Herzog dabei selbst in größter Lebensgefahr, denn ein Pinzgauer hatte schon auf ihn gezielt, und hätte jenen Schneeweiß nicht abgehalten, so wäre Maximilian höchstwahrscheinlich auf dem Platze geblieben, denn ein Hauptmann, der dem Herzog zur Seite stand, und auf den der Pfleger den Pinzgauer statt auf den Herzog schießen hieß, war wirklich getroffen und zusammengeschossen. Am 24. Juni 1629 starb Ehrenreich Schneeweiß von Arnoldstein (kgl. französischer Kriegskommissär über das hochdeutsche Kriegsvolk und Salzburger Hauptmann). (Grabstein in Hallein – siehe Galerie)
Die tiefe Verbundenheit eines Teils der Familie von Schneeweiß zum katholischen Glauben zeigt sich auch in der Familiengeschichte. So entschlossen sich etliche Familienmitglieder für den Kirchendienst oder das Klosterleben. So war Reichard von Schneeweiß Propst zu Höglwert (1606). Maria Magdalena von Schneeweiß Äbtissin des Klosters Nonnberg (1620).
In dieser Zeit wurde auch die Barbarakapelle in der Bischofskirche Straßburg zur wichtigen Grabkapelle derer von Schneeweiß (siehe Bildergalerie). Hier liegt unter anderen auch Claudius von Schneeweiß begraben der 1643 verstarb. Grabplatteninschrift:„Zu Lob vnd Ehr Gottes des Allerhöchsten seiner glorwürdigiste Muetter Mariae vnd der H[eiligen] Junckhfrau Barba / rae hat disen Altar fassen lassen, die woll Edl geborn Frau Christina Schneeweissin, geborne Rottmayrin Wittib auf Waisenberg, / wegen Jres verstorben Herrn Ehegemahl, des woll Edl vnd Gestrengen H(errn) Claudy Schneeweis von Arnoltstain auf Waisenberg, gewes / ster Fürst[lich] Gurgg[scher] Rath vnd Haubtman alhie zu Straspurg, so in dieser Capellen begraben ligt. Anno 1643.“
Eine enge Verbindung bestand durch mehrfache Eheschließungen zu der Familie Haller von Hallerstein. Im Jahre 1570 / 1610 heiratete Susanna von Schneeweiß von Frauheim den Hans Georg Haller. Er nannte sich als erster „Haller von Hallerstein“; war Fähnrich und Verordneter in Krain, Rat des Karl zu Österreich. Im Jahre 1679, am 16. Januar, heiratete Barbara Cäcilia Schneeweiß von Arnoldstein den Georg Ernst Haller von Hallerstein, Reichsfreiherr zu der Alben und Hornegg. Mehrfach erscheinen die Familien von Schneeweiß und von Hallerstein urkundlich erwähnt in enger freundschaftlicher Verbindung.
Weitere Besitzungen bezeugen den Wohlstand der Familie. Im Jahre 1655 wurde Schloss Ehrenhausen und kurzfristig (1650) Töllerberg zum Eigentum der Familie von Schneeweiß.
Am 10. Oktober 1699, Wien: Schneeweiß von Arnoldstein und Fügen, Johann Martin, Franz Claudius, Brüder, Söhne des Jacob Herrn auf Ehrenhausen in den erblichen Freiherrenstand erhoben von Kaiser LEOPOLD I. Am 13. Januar 1700: Erblich österreichischer Freiherrenstand für die in Steiermark mit mehreren Herrschaften an gesessenen Familien von Schneeweiß. Erhebungstext: „in den Stand, Ehr, und Würde Unserer, und des heÿl: Reichs, auch Unserer Erblichen Königreich, Fürstenthumben, und Lande Freÿherren und Freÿinen gdigst gewürdigit, erhebt, und gesezt, auch Sÿe der Schaar, Gesellschafft, und Gemainschafft andrer Unßrer und des heÿl: Rechs, auch Unserer Erblichen Königreich, Fürstenthumben, und Landen rechtgebohrnen Freÿherrn und Freÿinen Zugefürgt, gesellet, und gegleichet, darzue Ihnen den Nahmen, Stand, und Titul Schneeweiß Freÿherrn und Freÿinen von Arnoldstein und Füegen gdiglich erthailt“ 

## Die Khevenhüller und Schneeweiß und die Reformation
Es ist heute nicht mehr zu rekonstruieren, wie lange sich die Familien Khevenhüller und Schneeweiß schon kannten. Erstmals erschienen die Khevenhüller und Schneeweiß zusammen bei der Beerdigung eines Kindes von Khevenhüller im Jahre 1607. Am 12. Mai 1607 fand das Begräbnis von Christian Khevenhüller zu Villach statt. In die Kirche wurde der Sarg getragen von Christoph Schneeweiß von Arnoldstein und seiner Frau Barthelmae. Ab dem 27. Februar 1608 war Christoph Schneeweiß von Arnoldstein Pfleger von Landskron.
In der Frühphase des Jahres 1520 und dann nochmals in den Jahren ab 1560 trat ein großer Teil des Adels in Nieder- und Oberösterreich, der Steiermark, Kärntens und der Krain zum Protestantismus über. Im Jahre 1578 gewährte Karl II. dem Kärntner Adel Religionsfreiheit, um Hilfe gegen die Türkeneinfälle zu erhalten. Nachdem die landesfürstliche Gegenreformation 1600 im Kärntner Bürger- und Bauernstand begonnen hatte, wurde 1628 auch die Religionsfreiheit des Adels aufgehoben. Dadurch erreichte die Auswanderungswelle der Protestanten ihren Höhepunkt. Ferdinand II. bestimmte für Ende Juli 1629 die Auswanderung der evangelischen Ritterschaft Kärntens und der Steiermark.
Seit 1614 wurde besonders Hanns Christoph Schneeweiß von Arnoldstein wegen seines Eintretens für die in ihrem Gewissen bedrängten bäuerlichen Untertanen, die protestantisch wurden bzw. waren, von der österreichischen katholischen Regierungsgewalt belangt. 1615 wurde er in „causa religionis“ nach Graz zitiert, weil man ihm vorwarf, er hätte einen Prädikanten im Schlosse Landskron aufgehalten, welcher gegen 150 Personen das Abendmahl gereicht habe. Anfang 1617 bestellte ihn Frau Regina von Khevenhüller zum Pfleger der Herrschaft Paternion. Im Jahre 1621 ging die Regierung neuerlich gegen ihn vor, weil man ihm anlastete, dass er Untertanen vom Besuch des katholischen Gottesdienstes abgehalten habe. Ferdinand II. machte im Jahr 1621 den Khevenhüllern den schweren Vorwurf, dass ihr Pfleger Christoph Schneeweiß von Arnoldstein auf Landskron einen „tyrolischen schuelmeister“ bei sich halte, der wider die Person des Kaisers „ain höchst schimpflichen sermon oder Predigt getan“ und dadurch die Untertanen angereizt hatte, „aufzustehn und zu Wehr und Waffen zu greifen“. Im Jahre 1626 überließ ihm Hans von Khevenhüller einen kleinen Besitz. Am 30. September 1629 kaufte Hans von Khevenhüller dem Christoph Schneeweiß von Arnoldstein auf Schneeg Untertanen ab, da Christoph das Land verlassen wollte. Er hatte bereits sein Land und seinen Besitz zu Geld gemacht. Nachweislich verließ er aber nicht Kärnten, sondern blieb auf der Landskron. Im August 1630 war er bei der Wegschaffung der Briefe und Urkunden der Khevenhüller behilflich. Ende 1630 haben die Schneeweißen Österreich verlassen. Die Verbindung beider Familien riss dabei nicht ab. Hans Christoph Schneeweiß von Arnoldstein (Sohn des Hanns Christoph Schneeweiß von Arnoldstein), war 28 Jahre lang Hausvogt bei den Herrn von Khevenhüller in Nürnberg.

## Persönlichkeiten
- Richard/Reichard von Schneeweiß, 1589 bis 1608 Propst von Kloster Höglwörth
- Maria III. Magdalena von Schneeweiß, von 1620 bis 1657 Äbtissin von Nonnberg
- Magdalena II. von Schneeweiß, 1693 bis 1715 Äbtissin von Nonnberg
- Claudius Schneeweiß von Arnoldstein († 1643), fürstlicher Gurker Rat und Hauptmann von Straßburg

## Wappen
1. Kä. WB. C: geviertes Schild, 1 u. 4 R., schräger steigender s. Strahl; 2 u. 3 R., am Fuß und in der Mitte schmaler s. Balken mit drei Zinnen; zwei frei offene adel. gekr. zugewendete Turnierhelme; I: r. Flügel mit dem s. Strahl wie im Schild; II. r. Flügel mit zwei s. Balken wie im Schild, jedoch hier vier Zinnen um 1600
2. - 1605, Siebmacher, J.; New Wappenbuch; Nürnberg, 1605; „Kärndtische“; Tafel 45; „SCHNEWEIS“: geviert; 1 u. 4 R., schräger steigender g. Pfeil mit s. Gefieder, die Spitze eisenfarben; 2 u. 3 R., unten s. Quadermauer mit drei Zinnen; 2 zugewendete frei offene adelige gekr. Turnierhelme mit r./s. Dk. auf beiden Seiten; I: r. geschl. Flug mit dem Pfeil schräglk. steigend; II: r. geschl. Flug mit der s. Quadermauer.
3. - nach Kä. WB A, fol.181:
4. - 1612, nach Hieronymus Megiser, Anales Carinthia, Band II, fol. 1781: wie im Kä. WB. A und C, jedoch statt der 2 schmalen Balken mit drei Zinnen im 2 u. 3 Feld ein durch eine Zinnenmauer geteiltes Feld mit 3 ½ (2 ½) Zinnen, welches Bild sich auf dem II. Helm wiederholt; ohne Farbangaben.
5. - 1657, Siebmacher, J.; Das erneürte Wappen-buch, Erster Theil; Nürnberg, 1657; „Kärndtische“; Tafel 45; „SCHNEWEIS“: wie im Alten Siebm. 1605.
6. - 1586: Maria Magdalena von Schneeweiß eigenes Wappen / St.Peter u. Nonnberg zu Salzburg, Friedhof: „3 edl geistlich Frauen leiblich Schwestern mit namen Margareta, Cordula, Maria eigenes Wappen Schnweisin“ mit Schneeweiß'ischen Wpp. (geviert; von Pfeil mit einem s. u. einen g. Flügel in R. u. get. von R. u. s. gezinnter Mauer).
7. - 1625, Salzburg: Maria Magdalena von Schneeweiß, Abtissin des Gotteshaus Nonnberg, verstorben. Wpp.-Gedenkstein St.Peter u. Nonnberg zu Salzburg. Wpp,.: Geviert; 1 u. 4 von einem einzigen rechtsfliegenden, gefiederten Pfeile belegt; 2 u. 3 zeigt je 2 Zinnenbalken.

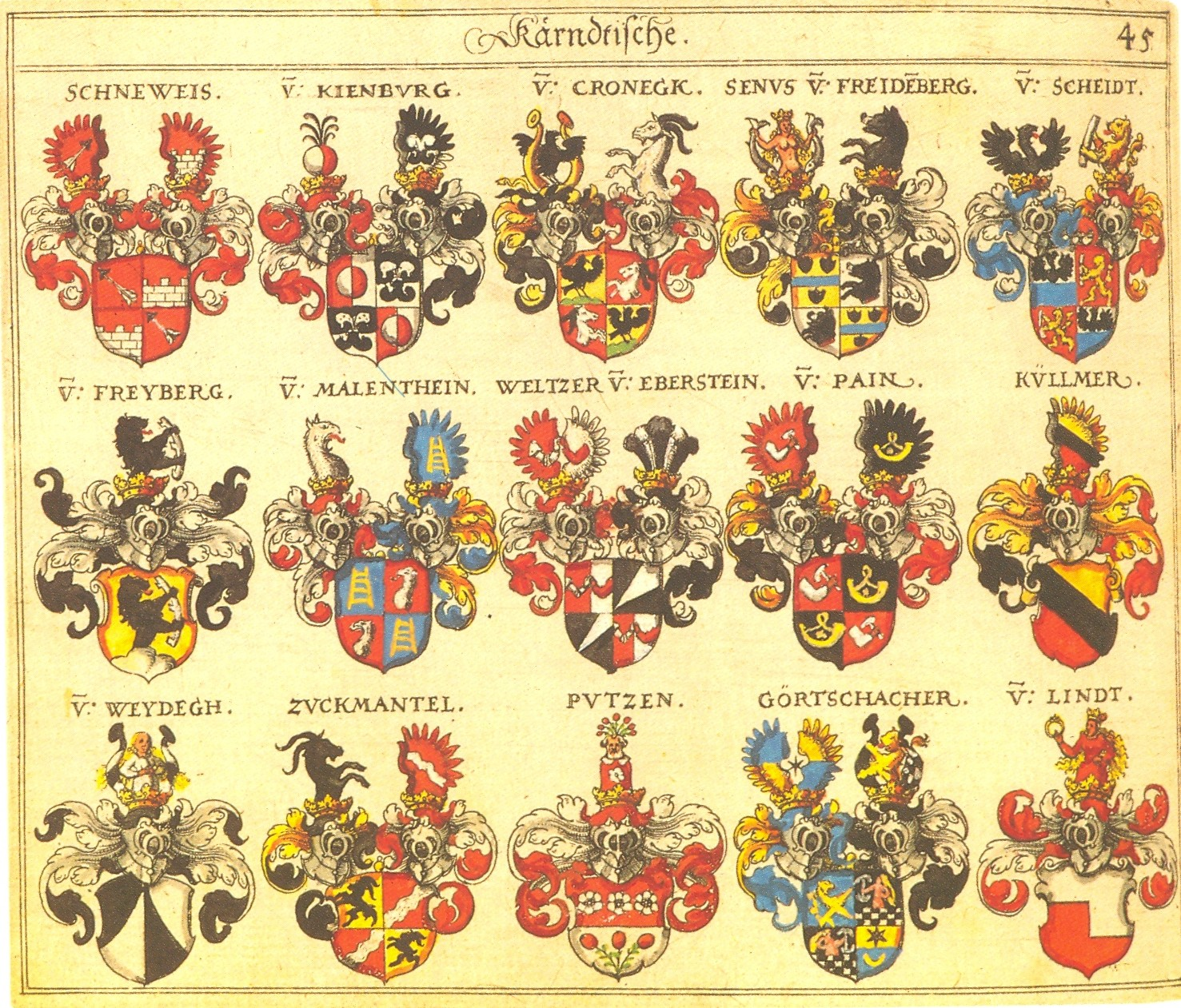
Siebmacher Tafel 45
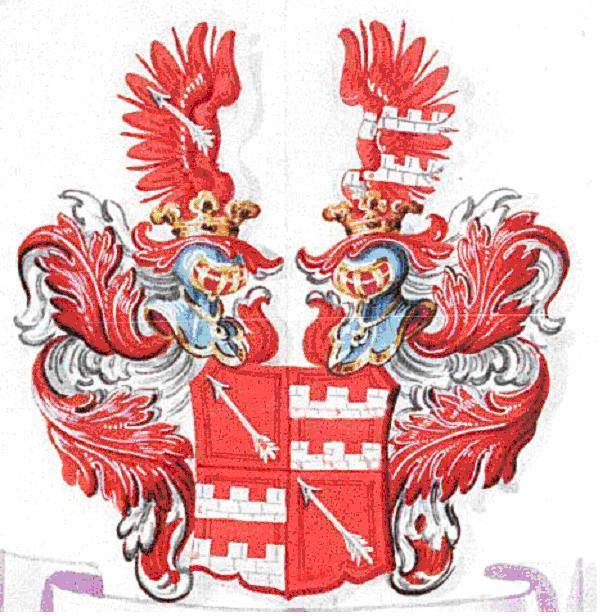
Wappen der Familie von Schneeweiss 1605
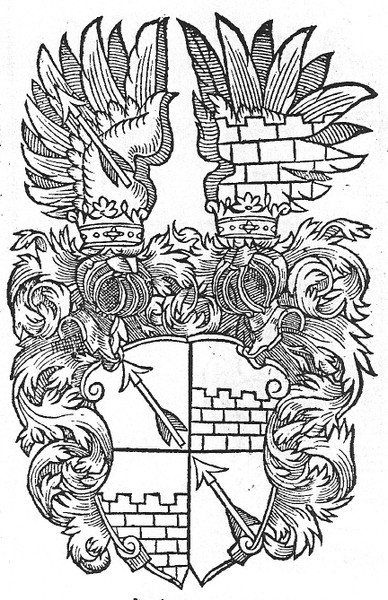
Wappen der Familie von Schneeweiß 1612 sw
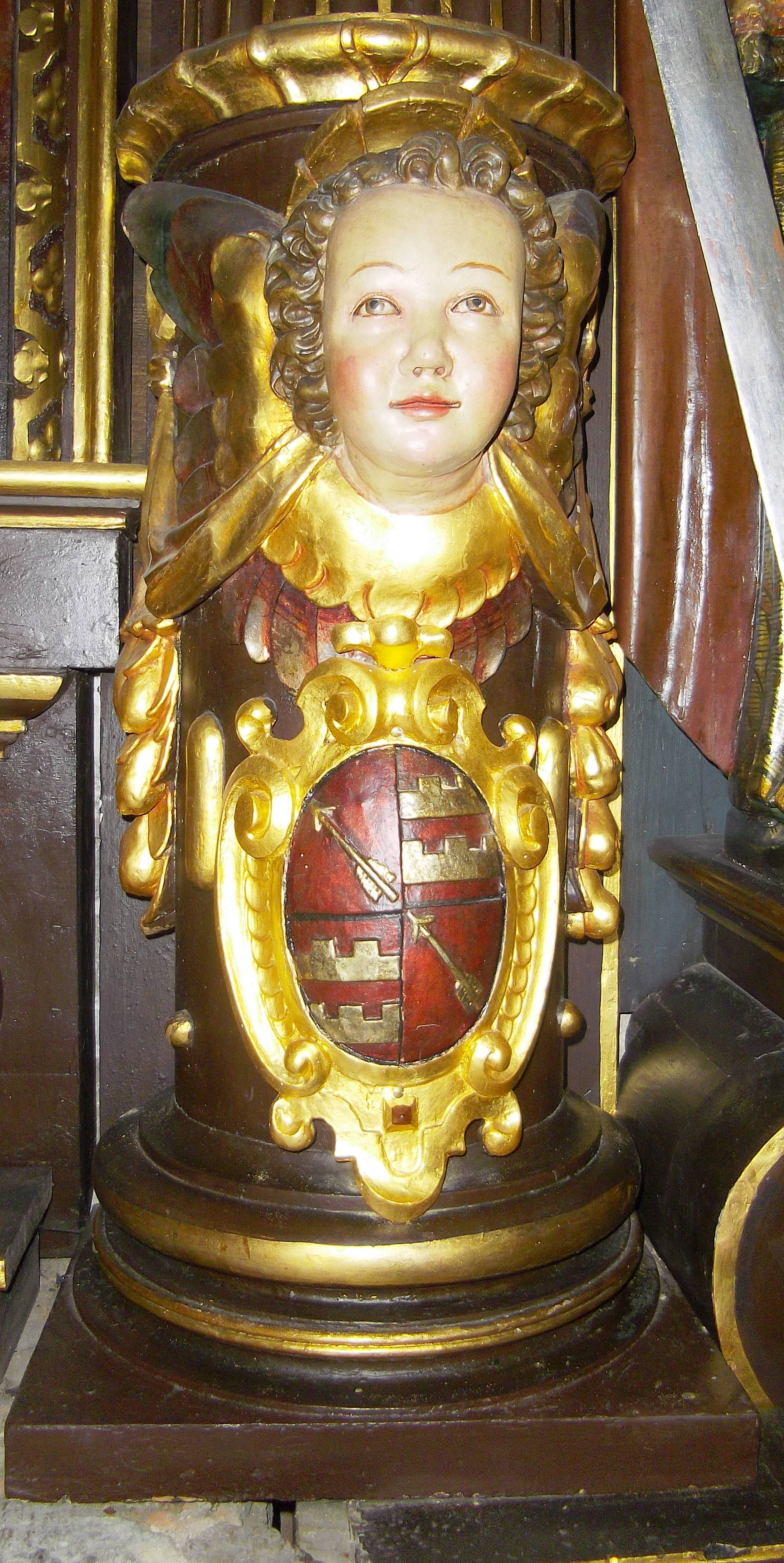
Straßburg Barbara-Kapelle - Wappen der Familie von Schneeweiß
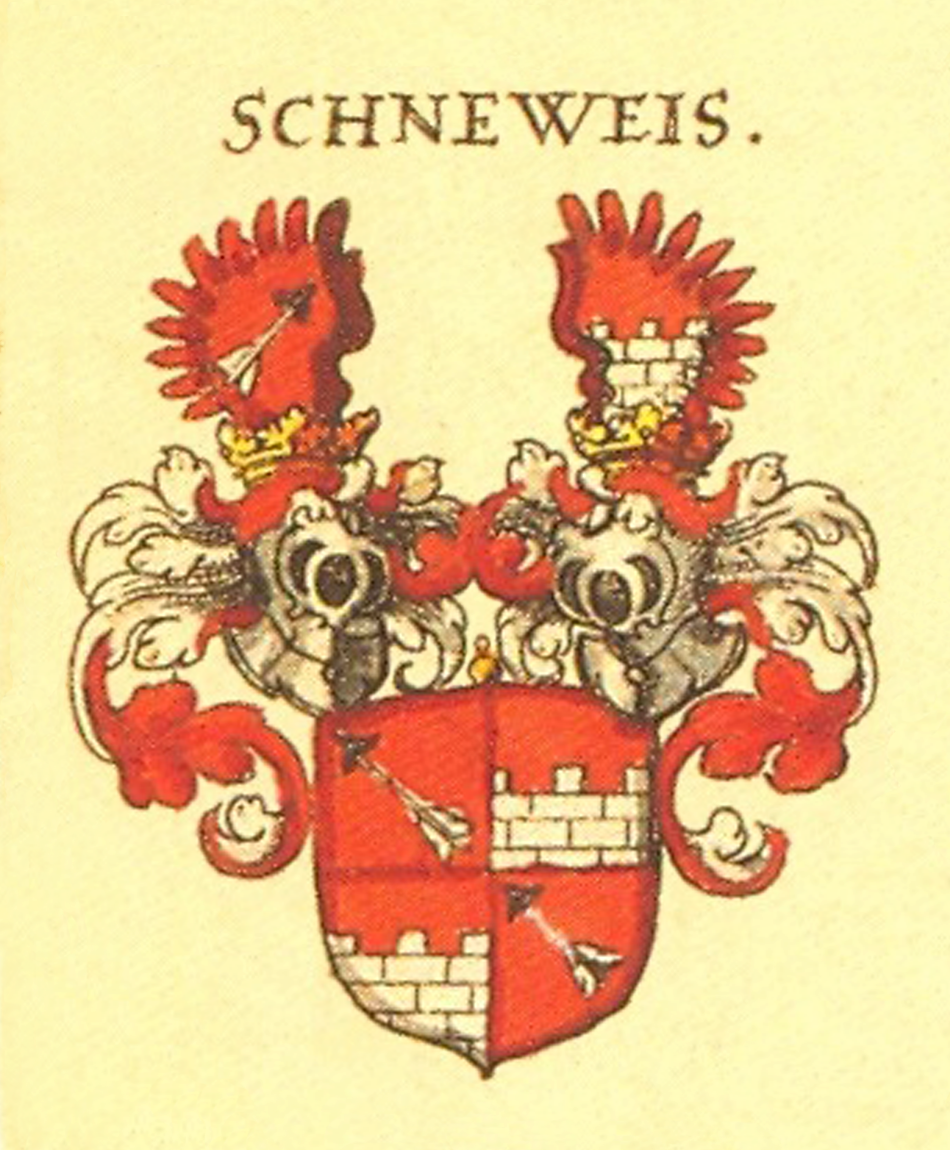
Wappen von Schneeweiß Siebmachers Wappenbuch von 1605
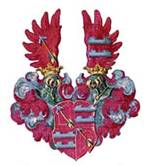
Wappen von Schneeweiß um 1700

## Ehemalige Besitzungen und Grabstätten der Familie von Schneeweiß

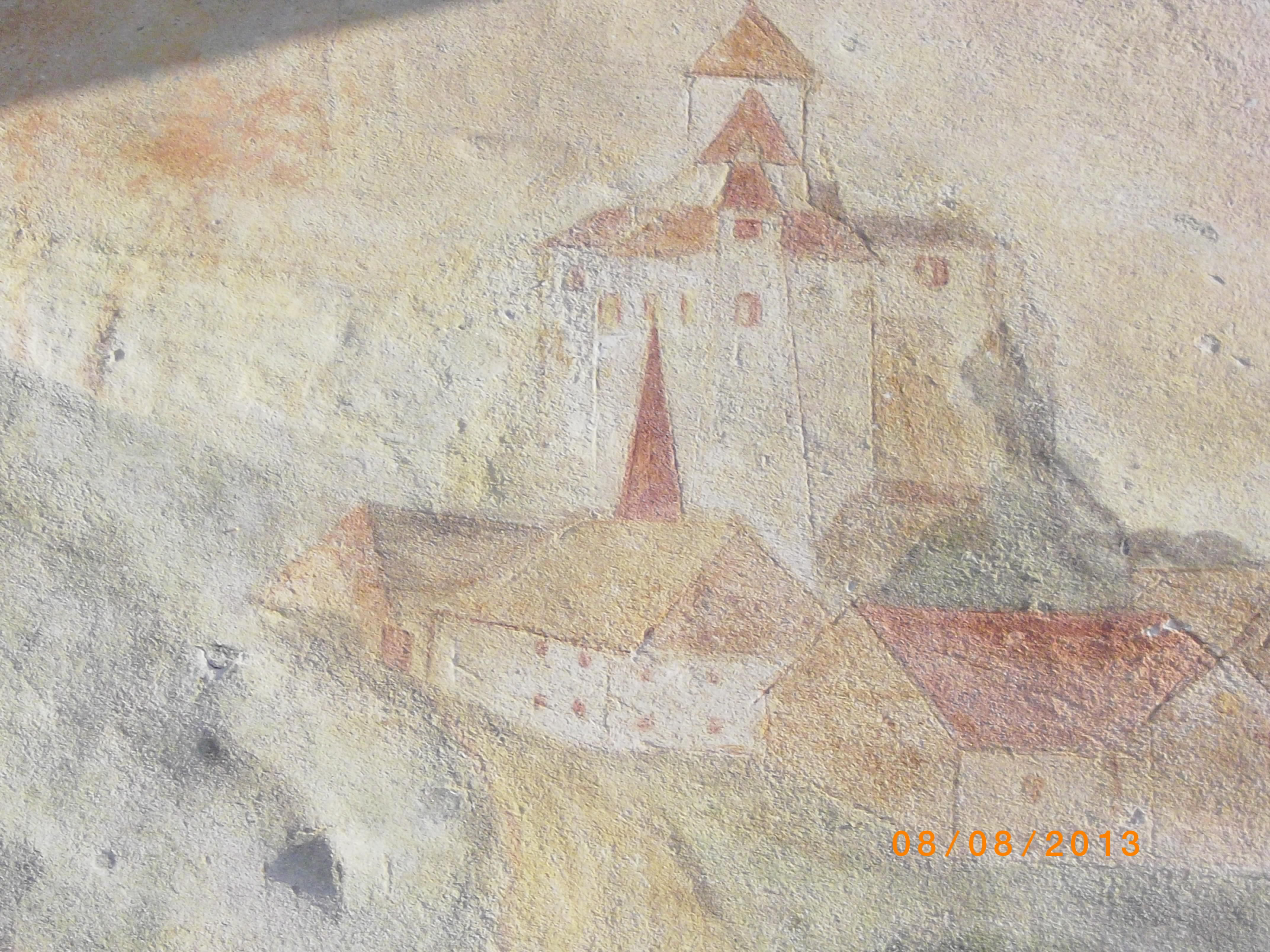
Ahnenkapelle der Schneeweiß, Drei Angel Kapelle Fresco in Arnoldstein
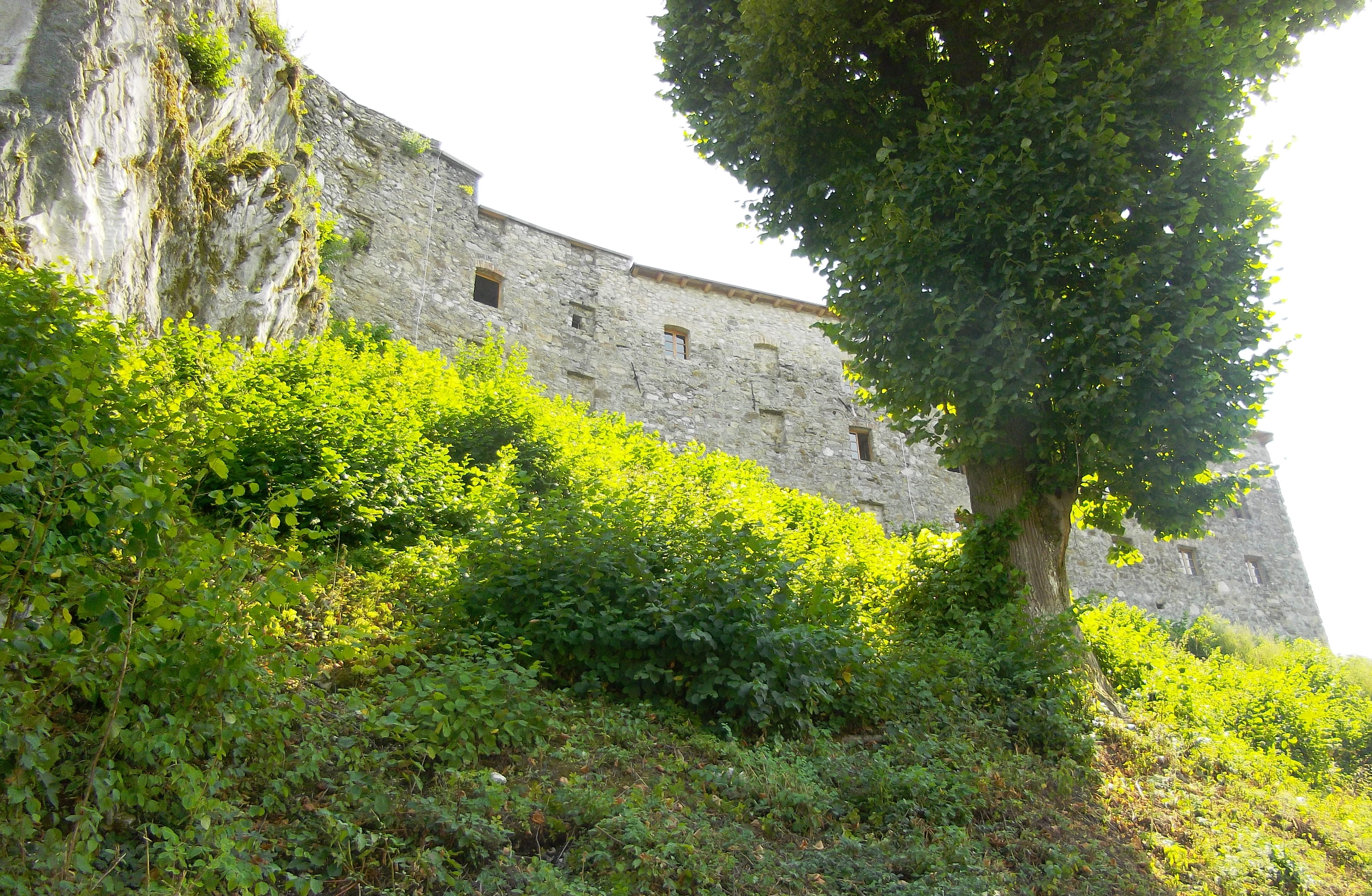
Arnoldstein Klosterruine
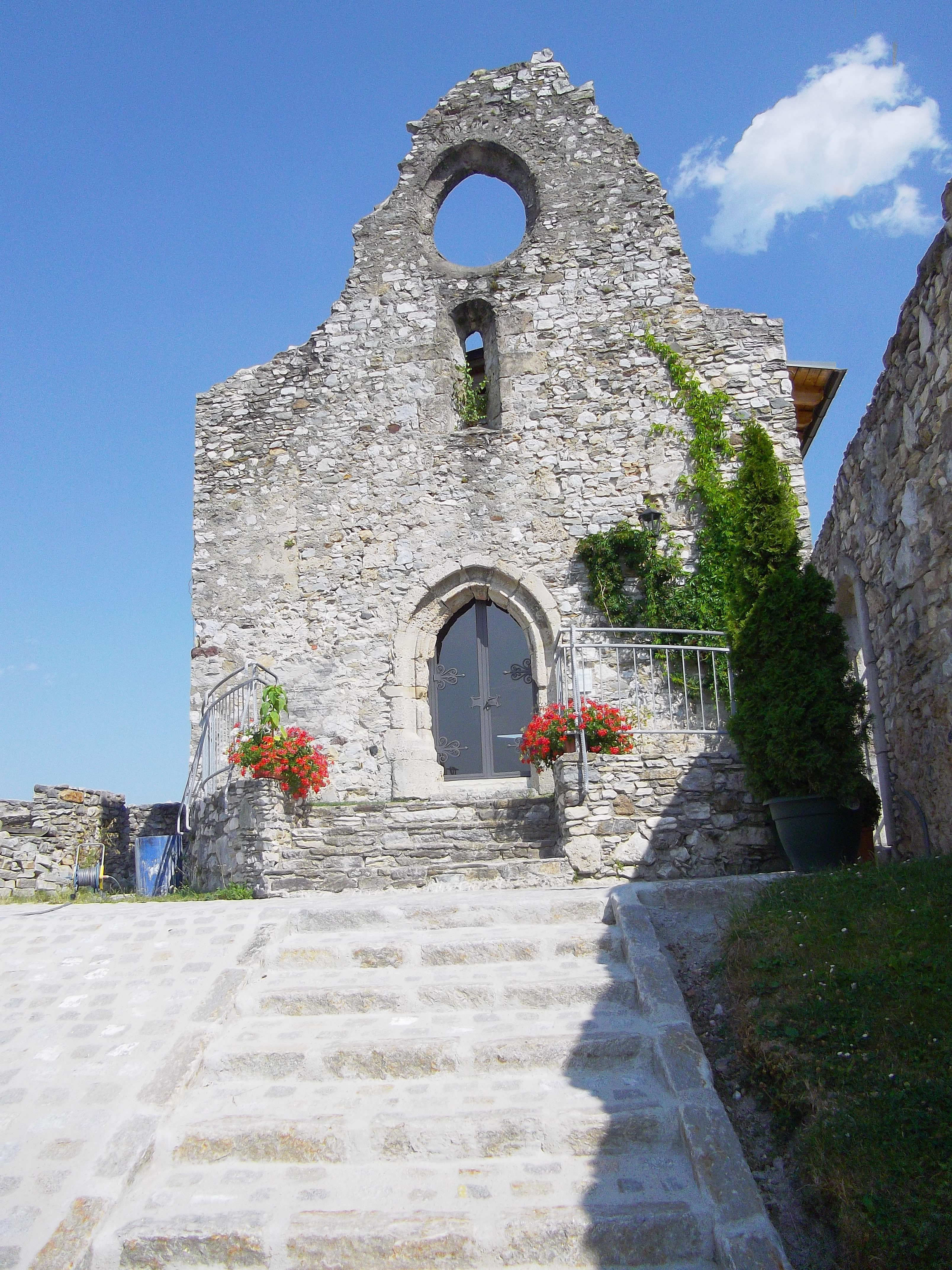
Arnoldstein Klosterruine - alte Klosterkirche
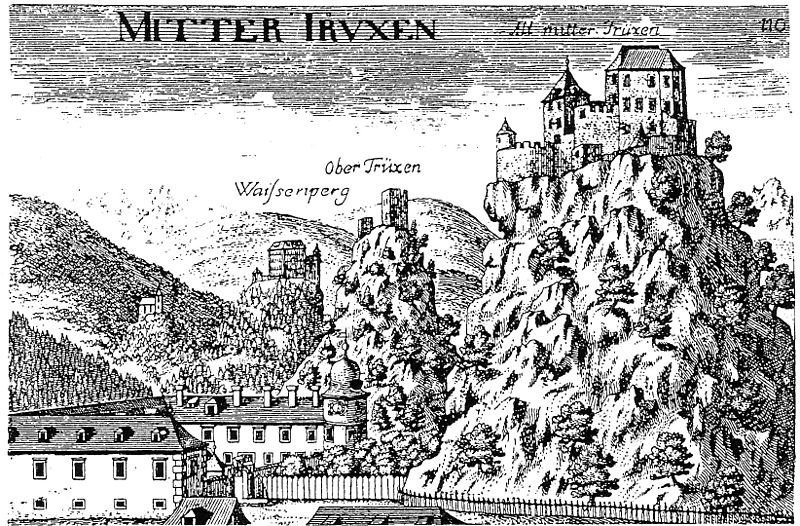
Waisenberg, Obertrixen und Mittertrixen um 1688
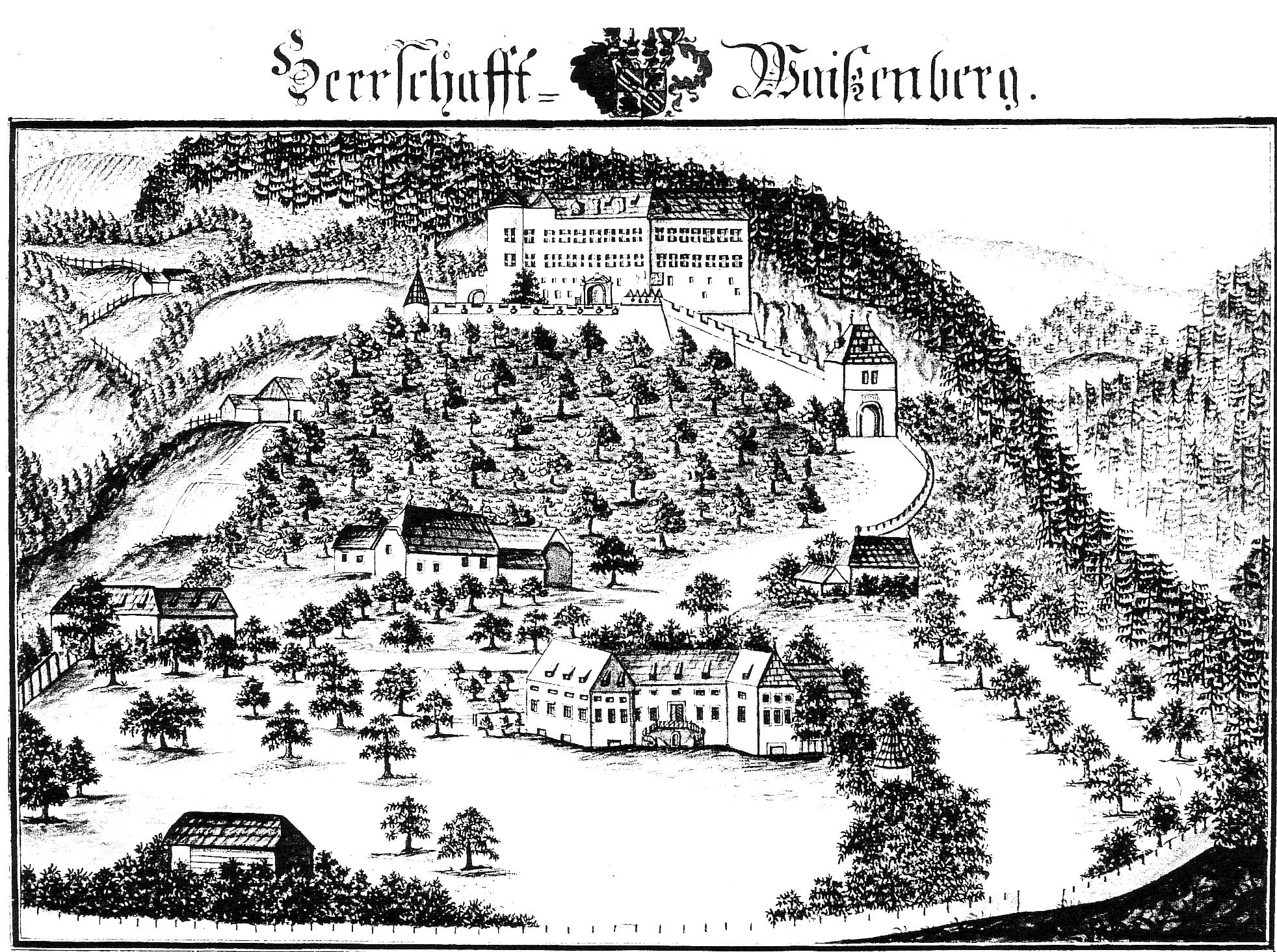
Waisenberg Zeichnung
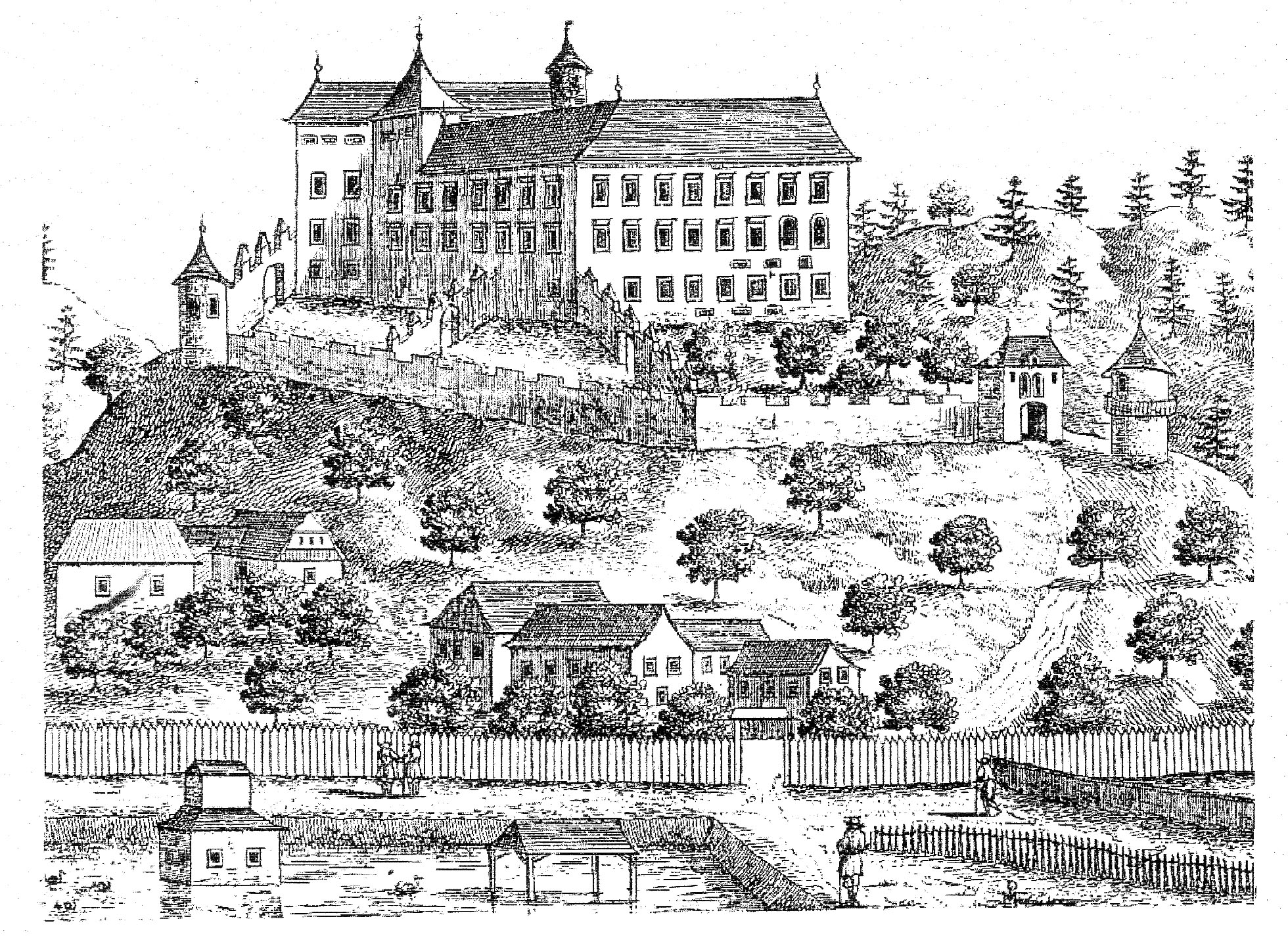
Zeichnung Waisenberg Vischer
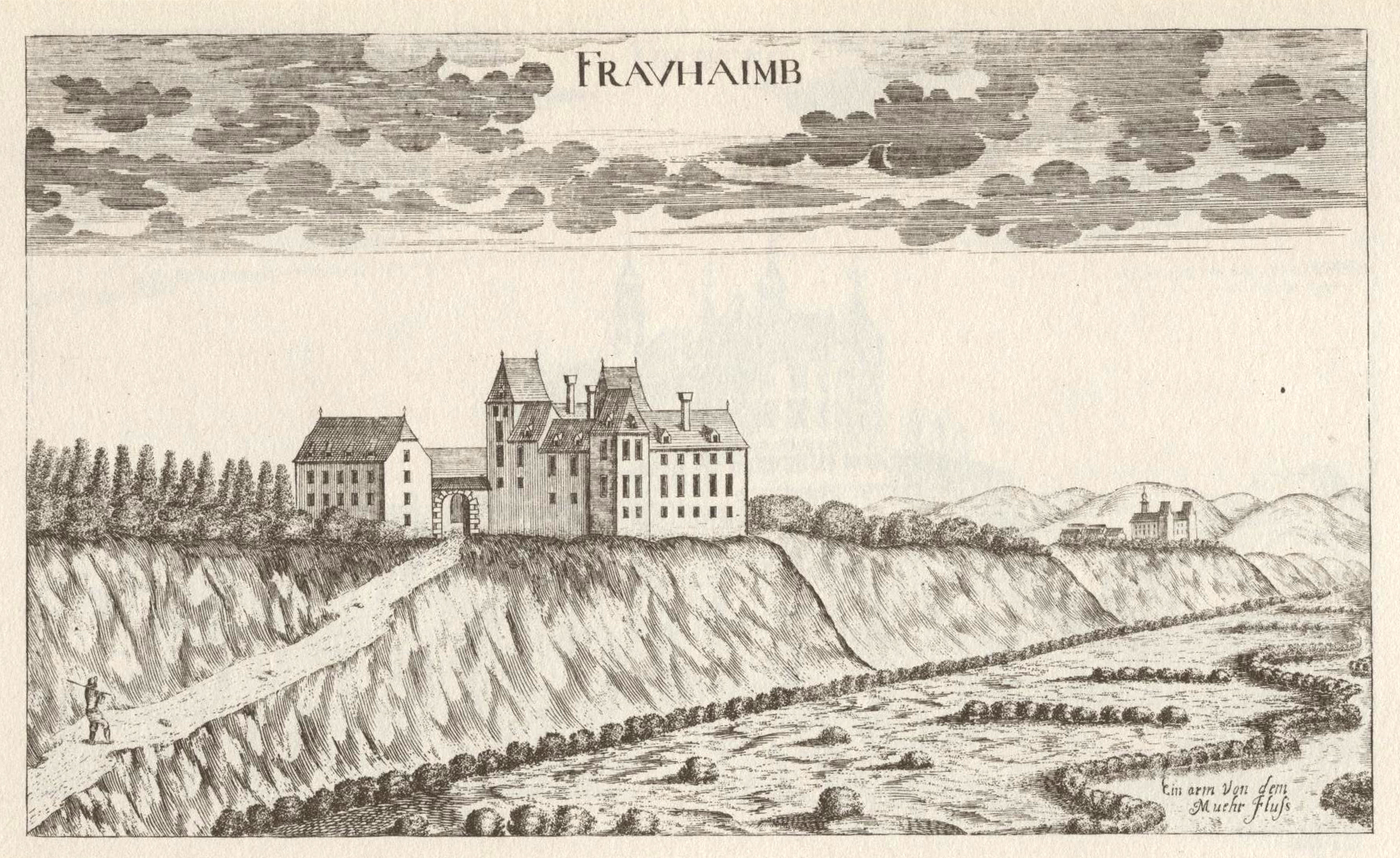
Schloss Frauenheim, Vischers Topographia Ducatus Styriae 1681
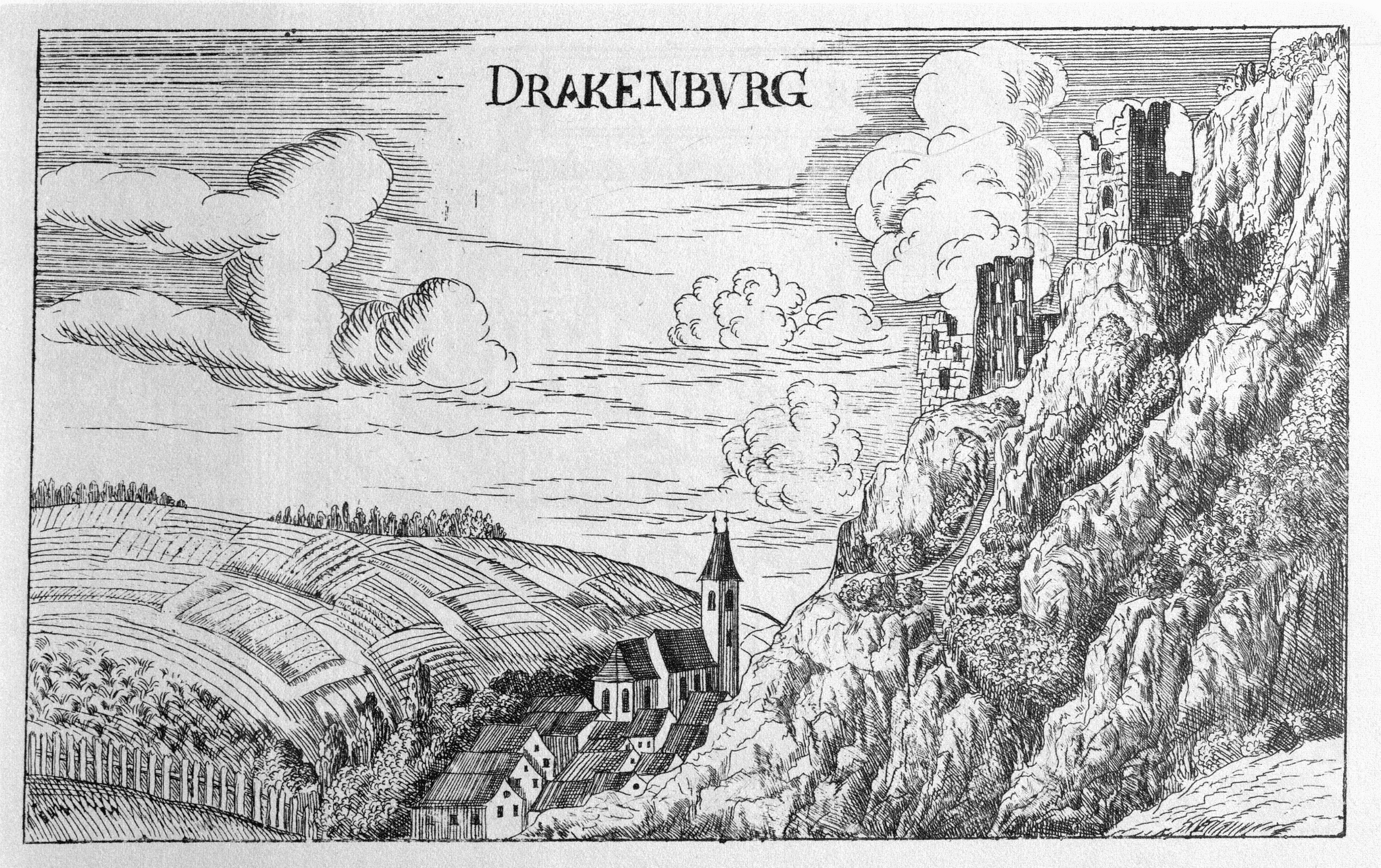
Vischer - Topographia Ducatus Stiria, 042 Drachenburg - Kozje
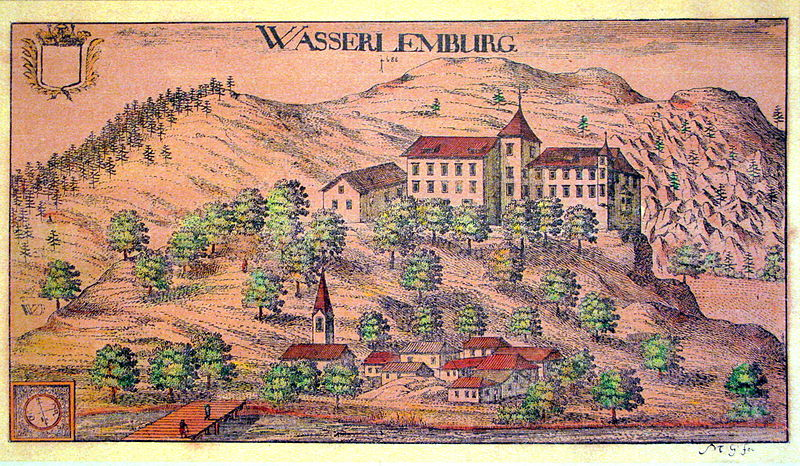
Schloss Wasserleonburg 1688, von Johann Weichard von Valvasor
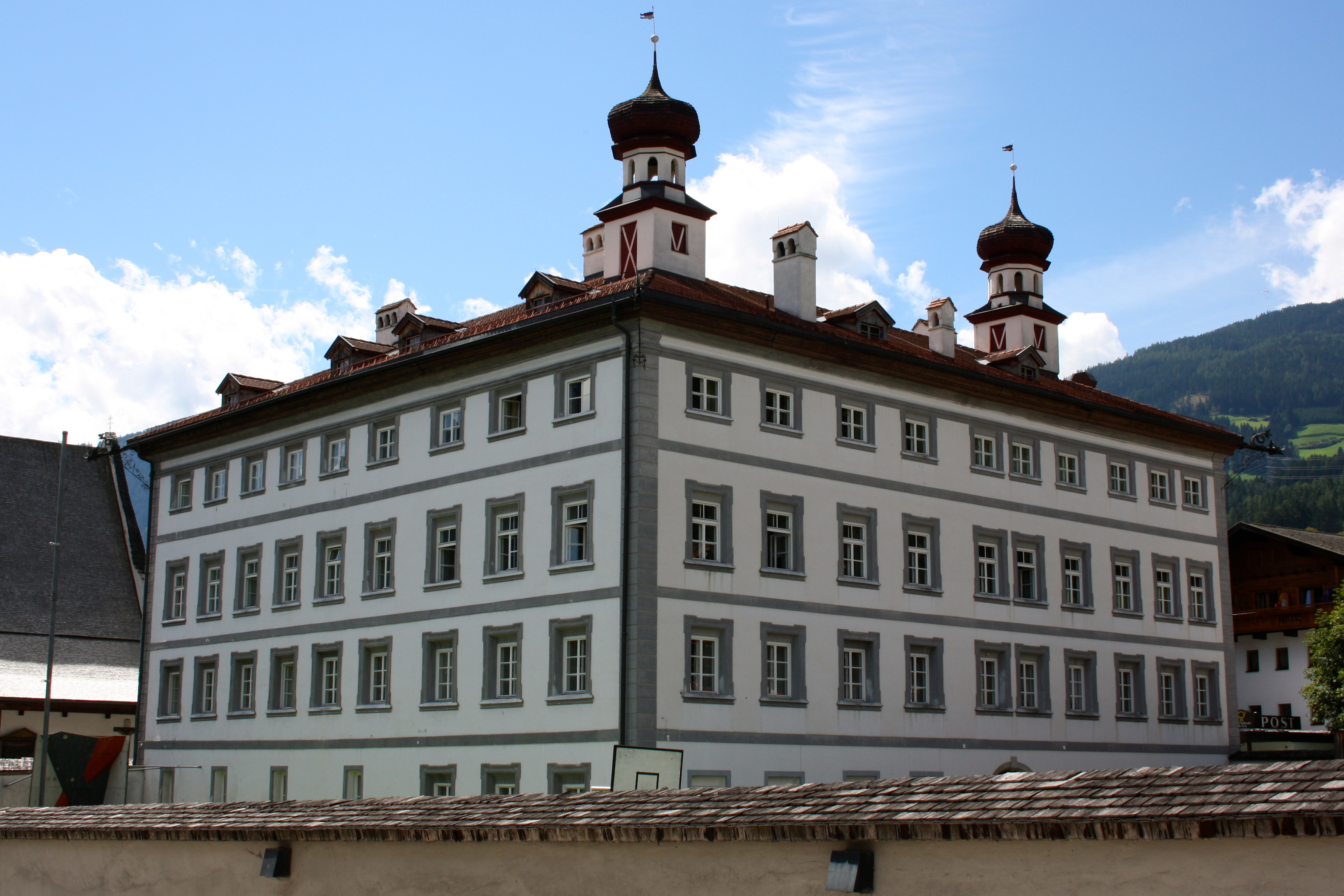
Bubenburg I in Fügen
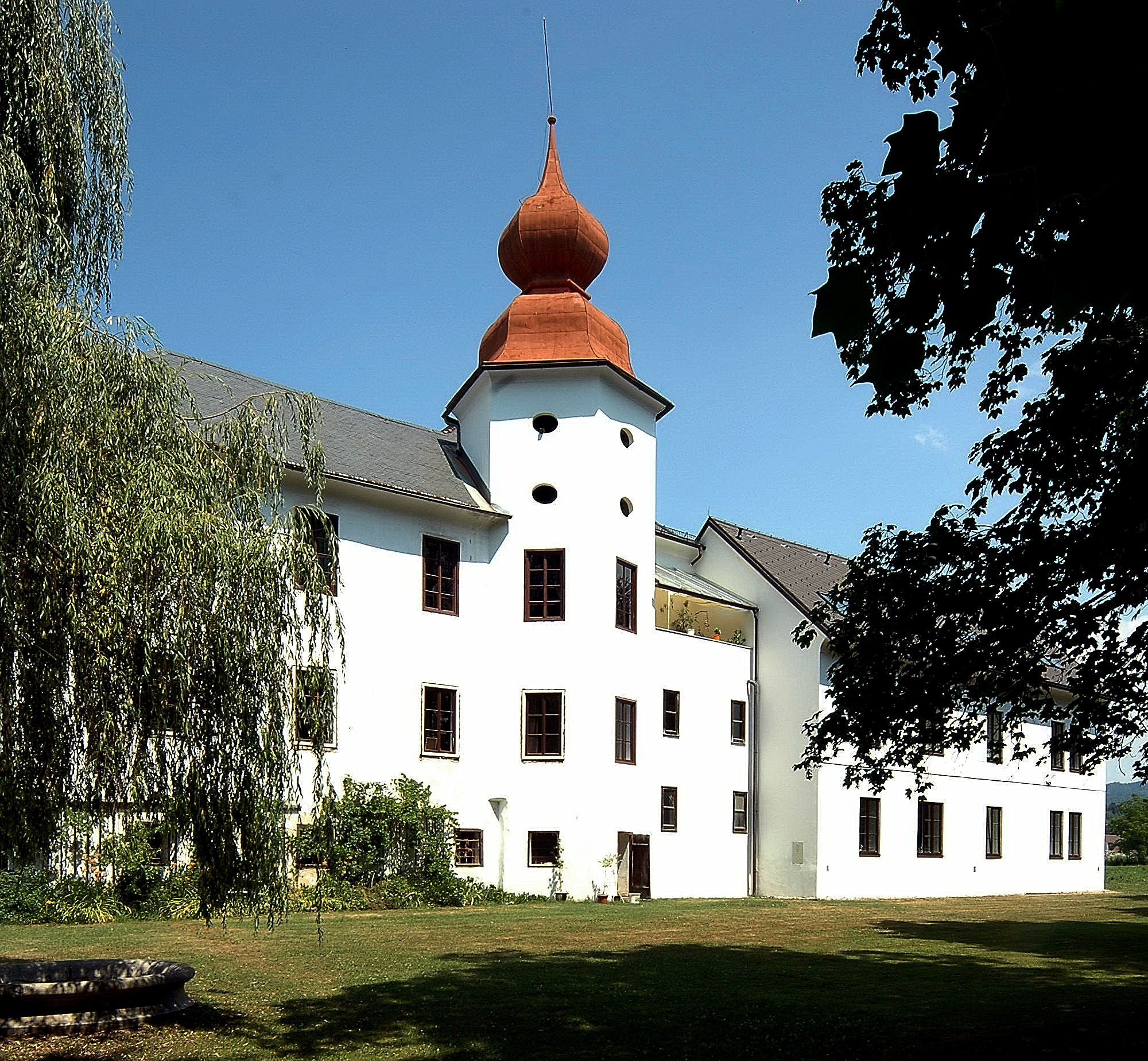
Klagenfurt Schloss Ehrenhausen
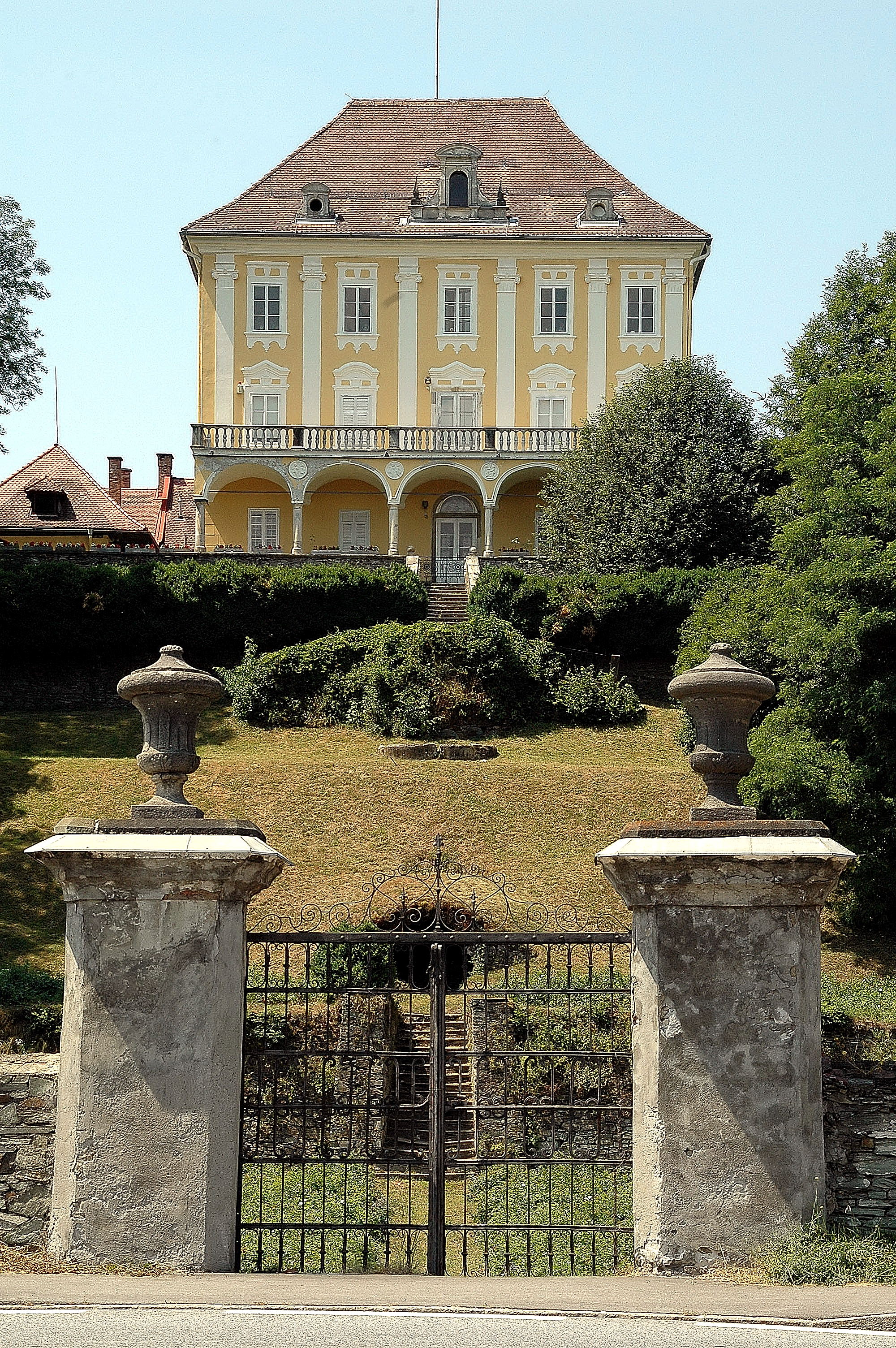
Klagenfurt Schloss Annabichl
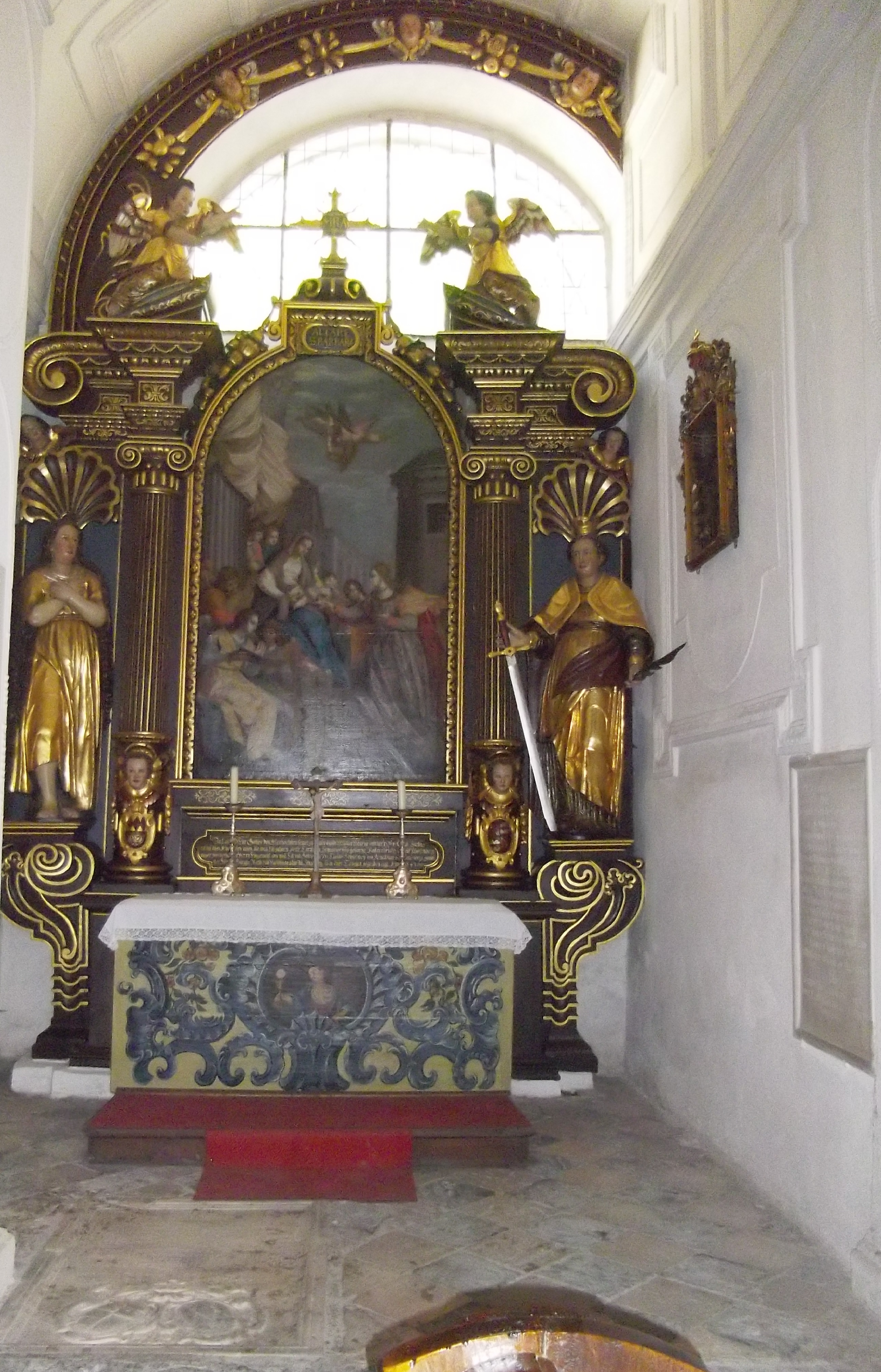
Barbarakapelle Grabkapelle der Schneeweiß von Arnoldstein in Straßburg
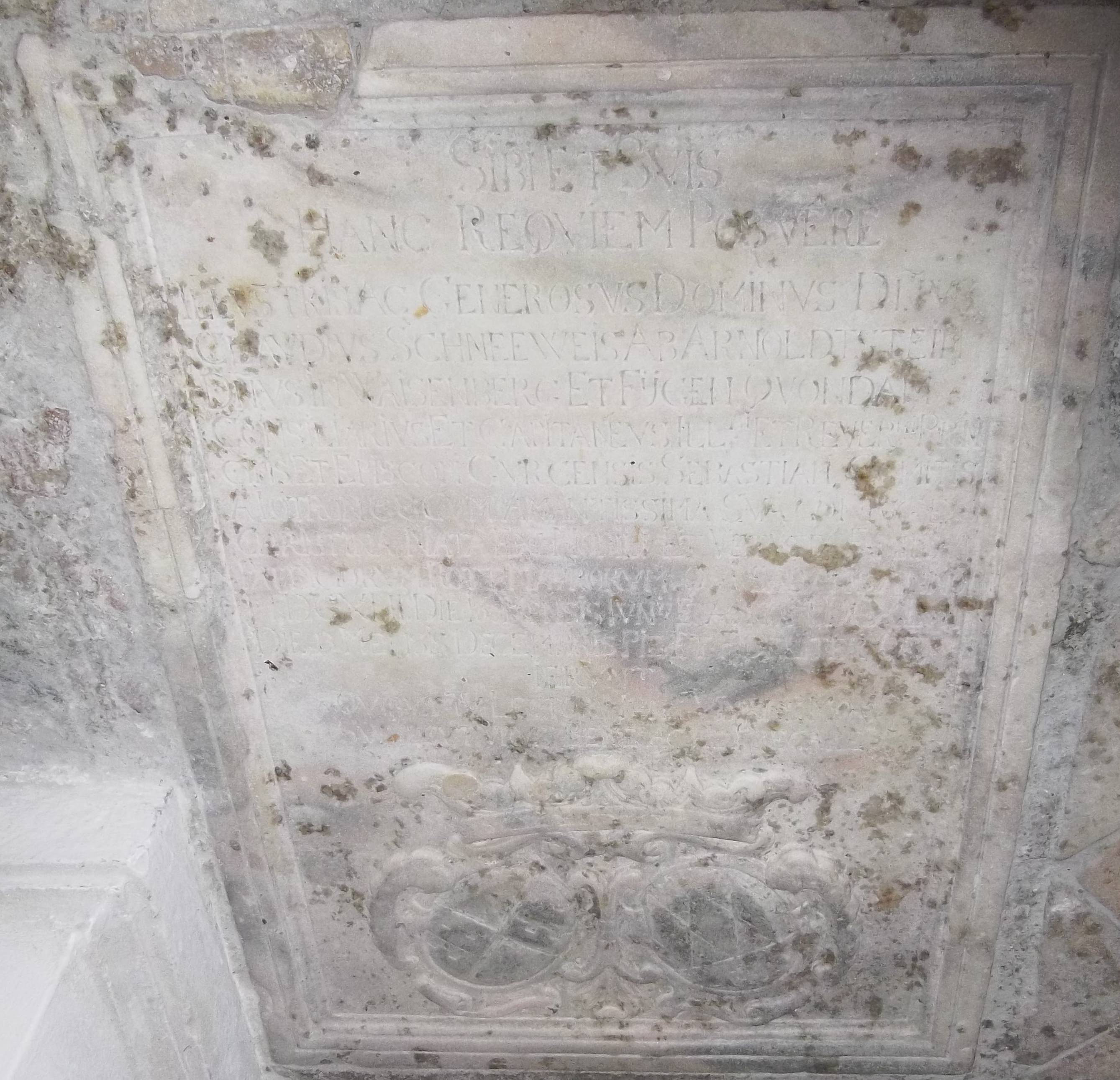
Grabplatte des Claudius von Schneeweiß
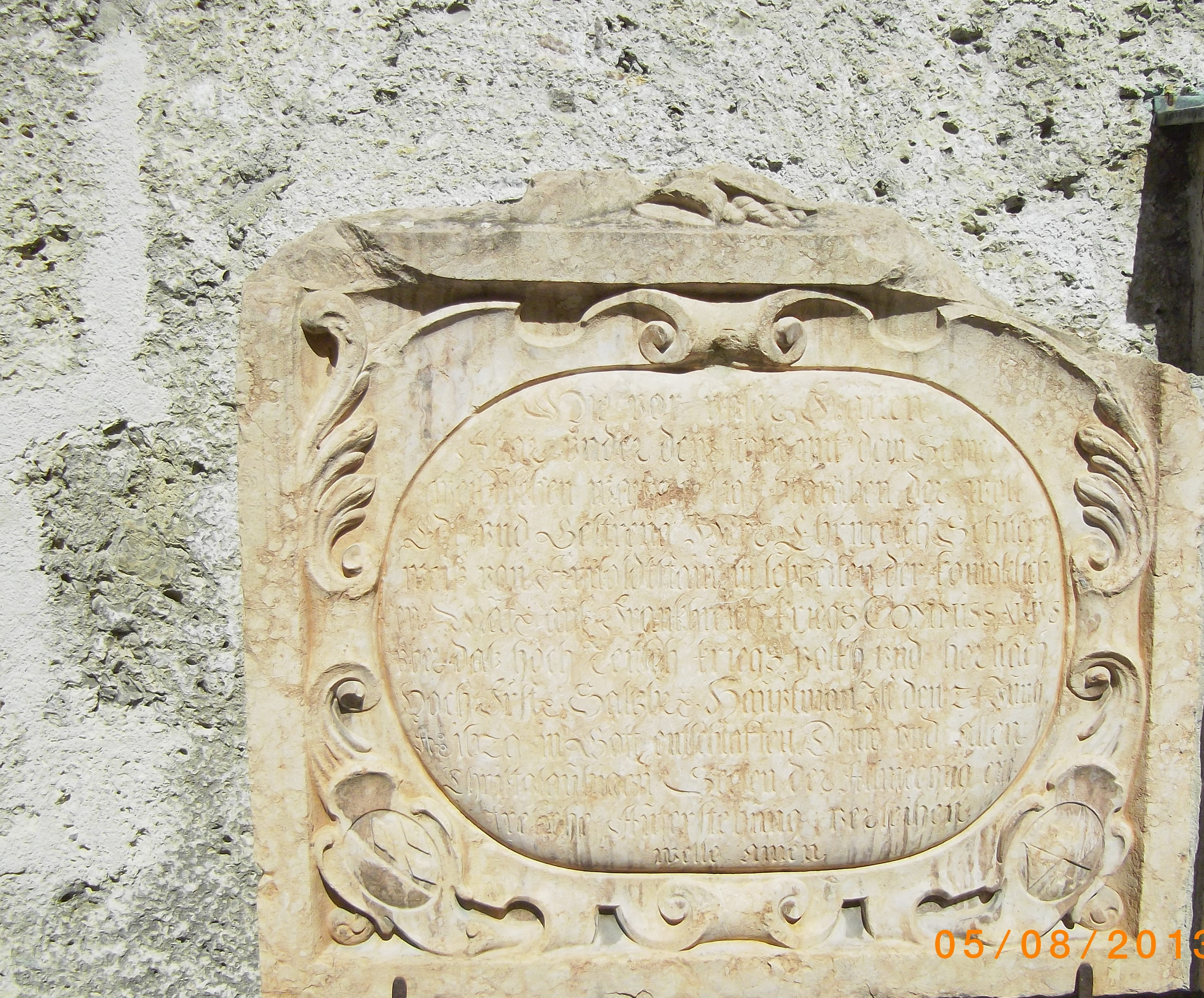
Ehrenreich Schneeweiß von Arnoldstein Grabsteinplatte in Hallein Stadtkirche, der obere Teil fehlt